# Taifun (raket)
Taifun är en luftvärnsraket som utvecklades under andra världskriget av Tyskland. Avsikten var att använda vapensystemet mot formationer av B-17-flygplan, men det blev aldrig operativt, bland annat på grund av problem i framtagningen av raketmotorn.